# Montalto di Castro
Montalto di Castro är en ort och kommun i provinsen Viterbo i regionen Lazio i Italien. Kommunen hade 8 965 invånare (2018).